# Hasse Kvint
Hasse Ove Bertil Kvint, född 23 maj 1945 i Skövde, är en svensk pensionerad officer i Armén.

## Biografi
Kvint blev fänrik i Armén 1967. Han befordrades till löjtnant 1969, till kapten 1972, till major 1978, till överstelöjtnant 1985 och till överste 1990.
Kvint inledde sin militära karriär i Armén vid Göta signalregemente (S 2). År 1984 blev han chef för markoperativa avdelningen vid Västra militärområdet (Milo V) och blev sedan 1985 chef för signalavdelningen vid Ingenjör- och signalinspektionen. Han var regementschef för Norrlands signalregemente (S 3) mellan 1990 och 1992, efter det blev han 1992 chef för Arméns stabs- och sambandsskola (StabSbS) för att sedan 1993 bli chef för Redovisningsavdelning Bergslagen (RAB). Kvint lämnade chefsposten för Redovisningsavdelning Bergslagen och Försvarsmakten 2000.